# Futbolista del año en Lituania

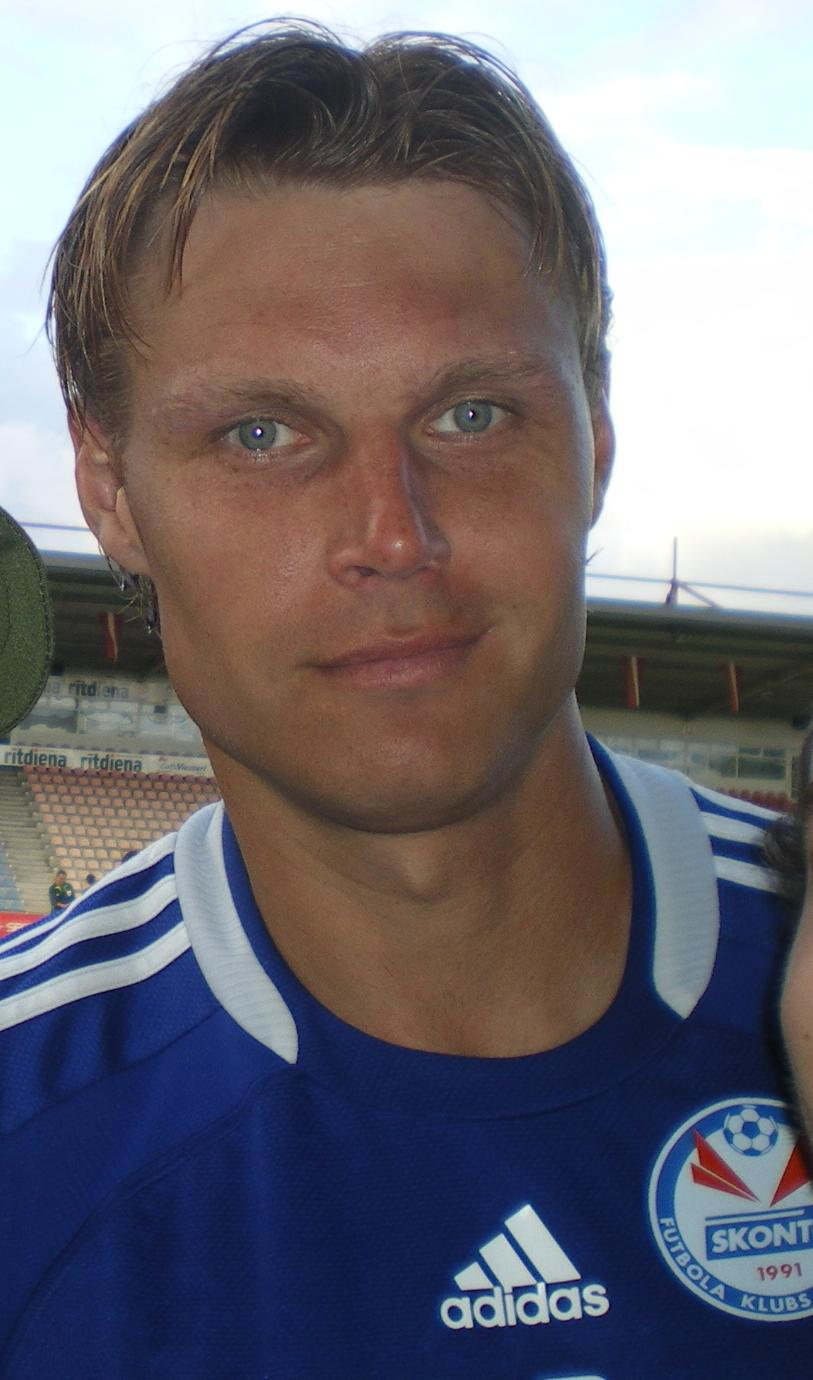
Edgaras Jankauskas es el jugador que más veces ha ganado el galardón, en un total de cinco ocasiones.

El premio al Futbolista Lituano del año es un galardón de fútbol otorgado al jugador más destacado de la temporada de nacionalidad lituana, sin importar la liga del mundo en la que juegue.

## Palmarés
- 1965: Petras Glodenis ( FK Žalgiris Vilnius)
- 1966: Gintautas Kalėdinskas ( FK Žalgiris Vilnius)
- 1967: Stanislovas Ramelis ( FK Žalgiris Vilnius)
- 1968: Stanislovas Ramelis ( FK Žalgiris Vilnius)
- 1969: Juzefas Jurgelevičius ( FK Žalgiris Vilnius)
- 1970: Romualdas Juška ( FK Žalgiris Vilnius)
- 1971: Benjaminas Zelkevičius ( FK Žalgiris Vilnius)
- 1972: Benjaminas Zelkevičius ( FK Žalgiris Vilnius)
- 1973: Petras Glodenis ( FK Žalgiris Vilnius)
- 1974: Algirdas Žilinskas ( FK Žalgiris Vilnius)
- 1975: Vytautas Dirmeikis ( FK Žalgiris Vilnius)
- 1976: Eugenijus Riabovas ( FK Žalgiris Vilnius)
- 1977: Eugenijus Riabovas ( FK Žalgiris Vilnius)
- 1978: Eugenijus Riabovas ( FK Žalgiris Vilnius)
- 1979: Stanislovas Danisevičius ( FK Žalgiris Vilnius)
- 1980: Juzefas Jurgelevičius ( FK Žalgiris Vilnius)
- 1981: Vytautas Dirmeikis ( FK Žalgiris Vilnius)
- 1982: Sigitas Jakubauskas ( FK Žalgiris Vilnius)
- 1983: Valdas Kasparavičius ( FK Žalgiris Vilnius)
- 1984: Stanislovas Danisevičius ( FK Žalgiris Vilnius)
- 1985: Arminas Narbekovas ( FK Žalgiris Vilnius)
- 1986: Arminas Narbekovas ( FK Žalgiris Vilnius)
- 1987: Arminas Narbekovas ( FK Žalgiris Vilnius)
- 1988: Arminas Narbekovas ( FK Žalgiris Vilnius)
- 1989: Valdemaras Martinkėnas ( FK Žalgiris Vilnius)
- 1990: Valdas Ivanauskas ( Austria Wien)
- 1991: Valdas Ivanauskas ( Austria Wien)
- 1992: Valdemaras Martinkėnas ( Dynamo Kiev)
- 1993: Valdas Ivanauskas ( Hamburger SV)
- 1994: Valdas Ivanauskas ( Hamburger SV)
- 1995: Gintaras Staučė ( Karsiyaka Izmir)
- 1996: Gintaras Staučė ( Sariyerspor)
- 1997: Edgaras Jankauskas ( Club Brugge)
- 1998: Edgaras Jankauskas ( Club Brugge)
- 1999: Saulius Mikalajūnas ( Uralan Elista)
- 2000: Edgaras Jankauskas ( Real Sociedad)
- 2001: Edgaras Jankauskas ( Real Sociedad)
- 2002: Raimondas Žutautas ( Maccabi Haifa)
- 2003: Robertas Poškus ( Krylya Sovetov Samara)
- 2004: Edgaras Jankauskas ( OGC Nice)
- 2005: Deividas Šemberas ( PFC CSKA Moscú)
- 2006: Tomas Danilevičius ( AS Livorno Calcio)
- 2007: Tomas Danilevičius ( Bologna FC 1909)
- 2008: Marius Stankevičius ( UC Sampdoria)
- 2009: Marius Stankevičius ( UC Sampdoria)
- 2010: Darvydas Šernas ( Widzew Łódź)
- 2011: Žydrūnas Karčemarskas ( Gaziantepspor)
- 2012: Žydrūnas Karčemarskas ( Gaziantepspor)
- 2013: Mindaugas Kalonas ( Baku FC)
- 2014: Giedrius Arlauskis ( Steaua de Bucarest)
- 2015: Lukas Spalvis ( Aalborg Boldspilklub)
- 2016: Fiodor Černych ( Jagiellonia Białystok)
- 2017: Fiodor Černych ( Jagiellonia Białystok)
- 2018: Arvydas Novikovas ( Jagiellonia Białystok)
- 2019: Ernestas Šetkus ( Hapoel Be'er Sheva)
- 2020: Arvydas Novikovas ( Erzurumspor FK)
- 2021: Arvydas Novikovas ( Erzurumspor FK)
- 2022: Edvinas Gertmonas ( FK Žalgiris)
- 2023: Justas Lasickas ( Olimpija Ljubljana)
- 2024: Gvidas Gineitis ( Torino)